# Adriana Lucía

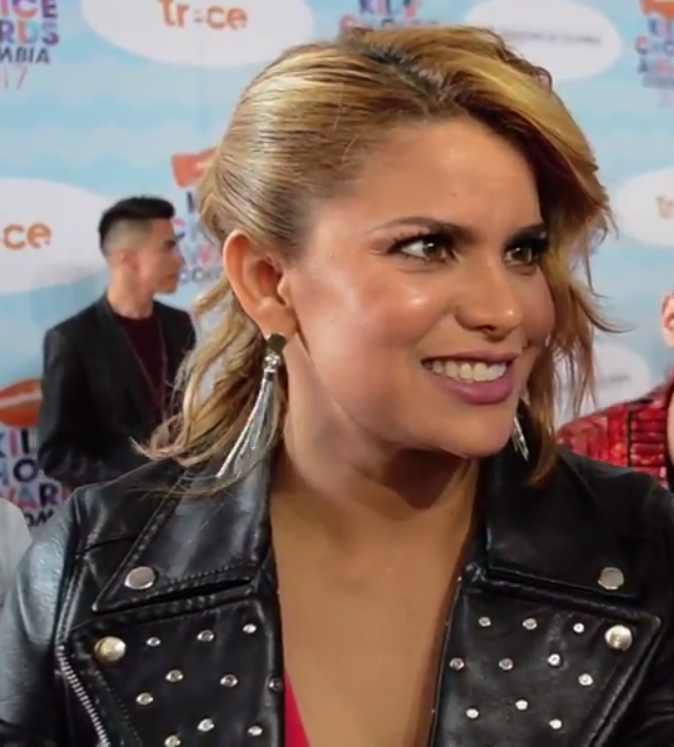
Adriana Lucía

Adriana Lucía López Llorente, bekannt als Adriana Lucía (* 6. Juli 1982 in Santa Cruz de Lorica) ist eine kolumbianische Sängerin.

## Leben
Lucía ist in ihrer Heimat ein Star der Vallenato-Musik. Sie stand schon mit sechs Jahren auf der Bühne. Das Singen erlernte sie von ihrem Vater. Im Alter von elf Jahren wurde ihr Talent entdeckt, als sie bei einer Familienfeier das Lied El Jerre Jerre vorsang. Dort traf sie auf Rafael Escalona, den Komponisten des Liedes,   der sie bat, dieses Lied aufzunehmen und auf einer CD  herauszubringen. Mit 14 Jahren nahm sie ihr erstes Album Enamórate Como Yo heraus. Ihr Gesang erinnert an Songs von Mariah Carey und nimmt die Melancholie und Dramatik des Flamenco auf. International ist sie schon in mehreren lateinamerikanischen Ländern wie Venezuela, Mexiko, Ecuador und Peru, aber auch in Europa aufgetreten. So nahm sie 1999 an dem Berliner Festival Heimatklänge teil. Sie war bereits mehrere Male für den  Latin Grammy nominiert, beispielsweise 2017. Für 2020 und 2021 hatte sie ursprünglich eine Tournee mit mehreren Konzerten geplant.

## Diskografie
- 1999: Dos Rosas, Al!ve AG[5]
- 2008: Porro Nuevo, EMI[6]
- 2014: Porro Hecho En Colombia, El Carito Music[7]